# Graphorchis
Graphorchis là một chi thực vật có hoa trong họ Lan.